# Vihtla
Vihtla (est. Vihtla järv (Lutika järv, Kokemäe järv)) – jezioro w Estonii, w prowincji Valgamaa, w gminie Haanja. Należy do pojezierza Haanja (est. Hannja järved). Położone jest na północny zachód od wsi Hanija. Ma powierzchnię 6,5 ha linię brzegową o długości 1410 m, długość 635 m i szerokość 190 m. Sąsiaduje m.in. z jeziorami Kurgjärv, Väikjärv, Taltjärv, Tuhkrijärv, Kolga, Paadikõrdsi, Kõvvõrjärv. Położone jest na terenie obszaru chronionego krajobrazu Haanja (est. Haanja looduspark). Jezioro zamieszkują m.in.: okoń, płoć, szczupak, lin, karaś, wzdręga, jazgarz.